# 比特里托
比特里托（義大利語：Bitritto），是意大利巴里省的一个市镇。总面积17平方公里，人口10763人，人口密度633.1人/平方公里（2009年）。ISTAT代码为072012。